# Наташа Лако
Наташа Лако (на албански: Natasha Lako) е албанска журналистка, сценаристка, преводачка, поетеса и писателка на произведения в жанра лирика и драма.
Принадлежи към първото поколение писателки в страната. Заедно с Диана Чули и Хелена Кадаре е сред малкото писателки по време на албанския комунистически режим.

## Биография и творчество
Наташа Лако е родена на 13 май 1948 г. в Корча, Албания.
Следва политология в Университета в Тирана и специализира журналистика.
След дипломирането си работи като сценарист във филмовите студия „Нова Албания“ в Тирана.
От 1991 до 1993 г. е избрана за член на Демократическата партия в коалиционното правителство. В периода 1992 – 1997 г. е депутат в Албанския парламент и е била негов заместник-председател.
В периода 1997 – 2005 г. става първият директор на албанския филмов архив, и редактор на албанското държавно филмово списание.
Първата ѝ книга, стихосбирката „Marsi brenda nesh“ (Март вътре в нас), е издадена през 1972 г. докато учи журналистика. Следват стихосбирките ѝ „Първата дума в света“ (1979), „Пролетната риза“ (1984), „Съзвездие от думи“ (1986), „Торбата с гълъби“ (1995) и „Крака и ръце“ (1998).
Първият ѝ роман „Stinët e jetës“ (Сезони на живота) е издаден през 200 г.
Прави преводи на произведенията на шведския поет Тумас Транстрьомер.
Омъжена за албанския актьор и режисьор Мевлан Шанай. Те имат две деца – Хера и Джони.
Наташа Лако живее със семейството си в Тирана.

## Произведения

### Поезия
- Marsi brenda nesh (1972)
- E para fjalë e botës (1979)
- Këmisha e pranverës (1984)
- Yllësia e fjalëve (1986)
- Natyrë e qetë (1990)
- Thesi me pëllumba (1995)
- Këmbë dhe duar (1998)
- Kunderperfyterimi (2016)

### Самостоятелни романи
- Stinët e jetës (1977) – награда „Миджени“

### Екранизации
- 1980 Mësonjëtorja
- 1980 Partizani i vogël Velo
- 1983 Rruga e lirisë
- 1983 Një emër midis njerëzve
- 1984 Koha nuk pret – тв филм
- 1986 Fjalë pa fund
- 1987 Një Vit I Gjatë
- 1989 Muri i gjallë
- 1990 Fletë të bardha – тв филм
- 2003 Lule të kuqe, lule të zeza